# Tegallurung
Tegallurung is een bestuurslaag in het regentschap Temanggung van de provincie Midden-Java, Indonesië. Tegallurung telt 1384 inwoners (volkstelling 2010).